# Jakovlev Jak-3
Jakovlev Jak-3 (rusky: Як-3) byl sovětský stíhací letoun vyráběný a nasazený během druhé světové války. Šlo o robustní letoun, navíc snadný na údržbu. Byl oblíbený jak piloty, tak pozemním personálem. Patřil mezi nejmenší a nejlehčí stíhačky z nasazených letounů všemi stranami během války. Jeho vysoký poměr výkonu k hmotnosti mu poskytoval vynikající výkony a ukázal se jako impozantní stroj pro manévrový souboj.
V průběhu let 1940 až 1942 byl v konstrukční kanceláři Alexandra Jakovleva neustále zdokonalován stíhací letoun Jak-1, který se vyráběl v řadě postupně zdokonalovaných sérií, změny měly srovnávat úroveň vlastních strojů se stejně neustále zdokonalovanými stroji na straně protivníka; stíhací letadla samozřejmě také byla za tímto účelem porovnávána i s kořistními stroji protivníka. Na základě takto získaných informací vznikl požadavek na radikální zdokonalení konstrukce — Jakovlevy se rozdělily na „lehké“ a „těžké“ typy (druhé tvoří řada variant typů Jak-7 a Jak-9, tyto stroje se mj. vyznačují i vyšší zásobou paliva).
Výsledkem požadavku na konstrukci „specializovaného lehkého stíhače“, s výbornými manévrovacími schopnostmi a vysokými výkony zejména v malých výškách (určený primárně pro vybojování vzdušné nadvlády nad frontovou linií), byl vznik několika prototypů, které využily všech předností svého předchůdce Jak-1 a zároveň zkušeností získaných vyhodnocením výkonů, manévrovacích schopností a letových vlastností ukořistěných strojů protivníka.

## Vývoj

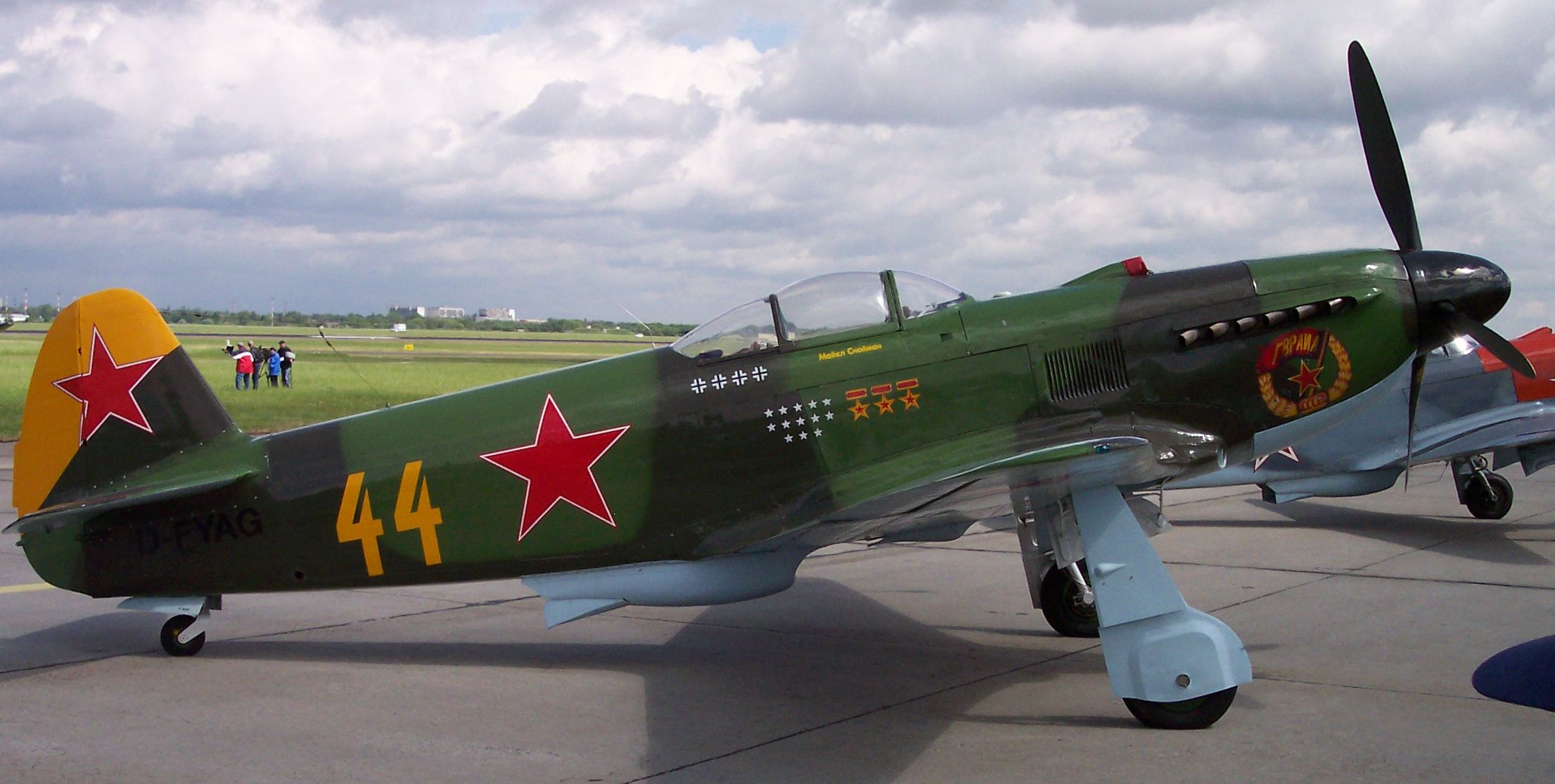
Jak-3M (moderní replika)

Stíhací letoun Jak-3 byl oproti svému předchůdci Jak-1 důkladně odlehčen, dostal menší křídlo s menším rozpětím i nosnou plochou, poháněla jej výkonnější verze motoru Klimov M-105 (VK-105PF-2 s vyššími výkony v letových hladinách do 2000 metrů) a silnější výzbroj. Řada drobných změn zlepšila aerodynamiku draku letounu — mj. byl přemístěn olejový chladič (původně byl pod motorem, u Jaku 3 jej konstruktéři přemístili do kořenů křídla), úpravou prošel i chladič kapaliny a jeho umístění. Výsledkem změn byly vyšší výkony (jak rychlost v horizontu, tak i stoupavost), zlepšily se manévrovací schopnosti i letové vlastnosti (přesto ovšem nešlo o stroj pro žádné zelenáče, hlavně při nižších rychlostech se projevovala nižší podélná stabilita letounu, takže zejména při přistání vyžadoval velice precizní pilotáž a maximální soustředění pozornosti pilota na řízení stroje). První prototypy byly zkoušeny v dubnu 1943.[zdroj⁠?!] Stroj byl postupně dále modernizován, posléze dostal silnější motor i silnější výzbroj, ovšem během války se tyto verze již do bojů nedostaly. Na sklonku druhé světové války vznikla jeho verze Jak-3A (Jak-3 VK-107A), poháněná novým, výkonnějším motorem Klimov VK-107, která dosáhla maximální rychlosti 720 km/h ve výšce 5750 m.[zdroj⁠?!]
V prosinci 1944 byly zahájeny zkoušky verze Jakovlev Jak-3RD vybavené pod ocasními plochami raketovým motorem konstruktéra V. P. Gluška RD-1ChZ. Ten pracoval s petrolejem jako palivem, okysličovadlem byla koncentrovaná kyselina dusičná a vyvíjel tah 2941 N po dobu tří minut. Přídavný motor zvýšil rychlost letounu o 182 km/h. V zájmu úspory hmotnosti byl demontován synchronizovaný kulomet UBS a stroji zůstal jen kanón NS-23 ráže 23 mm v ose vrtule. Již 16. srpna 1945 však raketový motor za letu explodoval, stroj se zřítil a pilot V.L.Rastorgujev zahynul. Označení Jakovlev Jak-3U bylo vyhrazeno pro stroj s hvězdicovým motorem AŠ-82FN. Jak-3 byl jedním z posledních stíhacích letadel s pístovým motorem.  Nový stíhač, označený jako Jak-3, vstoupil do služby v roce 1944, později než Jak-9 navzdory nižšímu číslu označení, a do poloviny roku 1946 jich bylo vyrobeno 4 848.

## Konstrukce

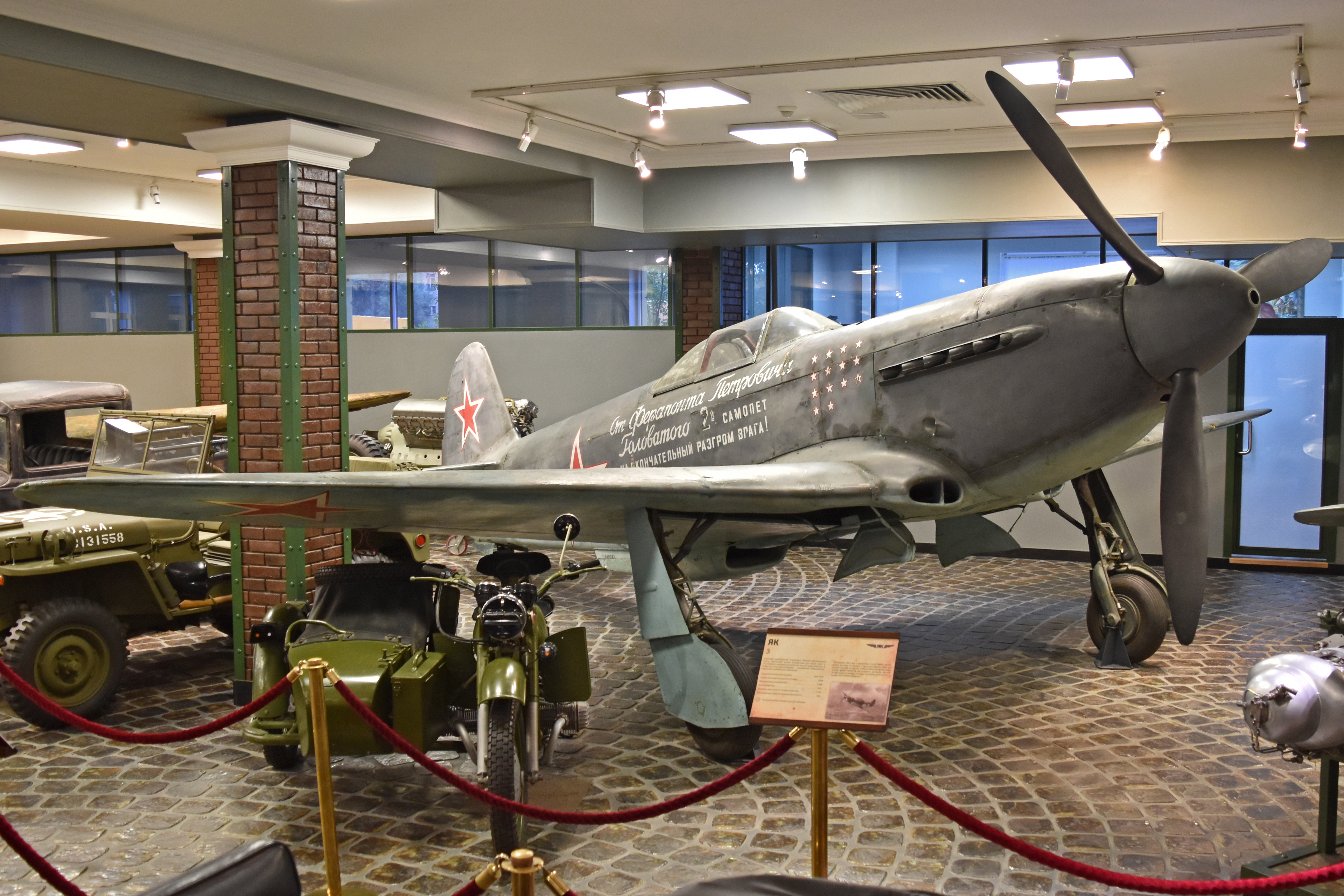
Jakovlev Jak-3 v muzeu v Krasnogorsku

Jakovlev Jak-3 je jednomístný jednomotorový samonosný stíhací dolnoplošník s jednoduchými ocasními plochami a záďovým zatahovacím podvozkem, smíšené konstrukce. Trup má svařovanou trubkovou příhradovou kostru (bezešvé trubky z chrom-mangan-křemíkové oceli), v přední části má potah odnímatelnými duralovými plechy, zbytek překližkou a plátnem. Křídlo dvounosníkové konstrukce je nedělené, má smíšenou konstrukci s překližkovým potahem. Odštěpné hydraulicky ovládané vztlakové klapky jsou celokovové konstrukce, mají maximální výchylku 50 stupňů. Křidélka mají duralovou kostru a plátěný potah. Ovládání křidélek je diferencované, s výchylkami +22 a -12 stupňů. Ocasní plochy - kýlovka a stabilizátor jsou celodřevěné dvounosníkové konstrukce s překližkovým potahem. Kormidla mají duralovou kostru a plátěný potah. Podvozek letadla je záďový, zatahovací, ovládaný hydraulicky. Pohonnou jednotku tvoří vidlicový dvanáctiválec Klimov VK-105PF-2 o maximálním vzletovém výkonu 1290 koní (948,8 kW). Výzbroj tvoří jeden kanón ŠVAK ráže 20 mm uložený mezi bloky válců motoru, střílející dutým hřídelem vrtule, a dva synchronizované velkorážové kulomety UBS ráže 12,7 mm.

## Služba

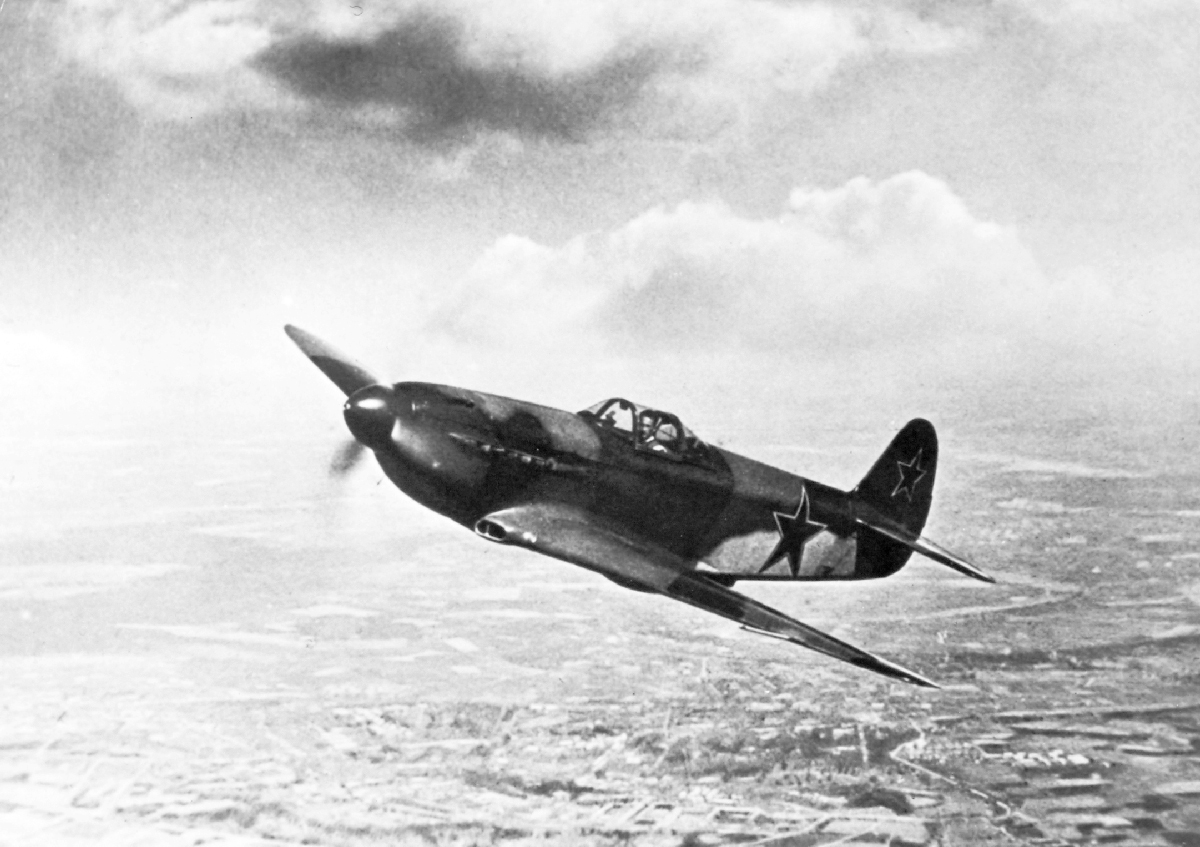
Jak-3 v letu

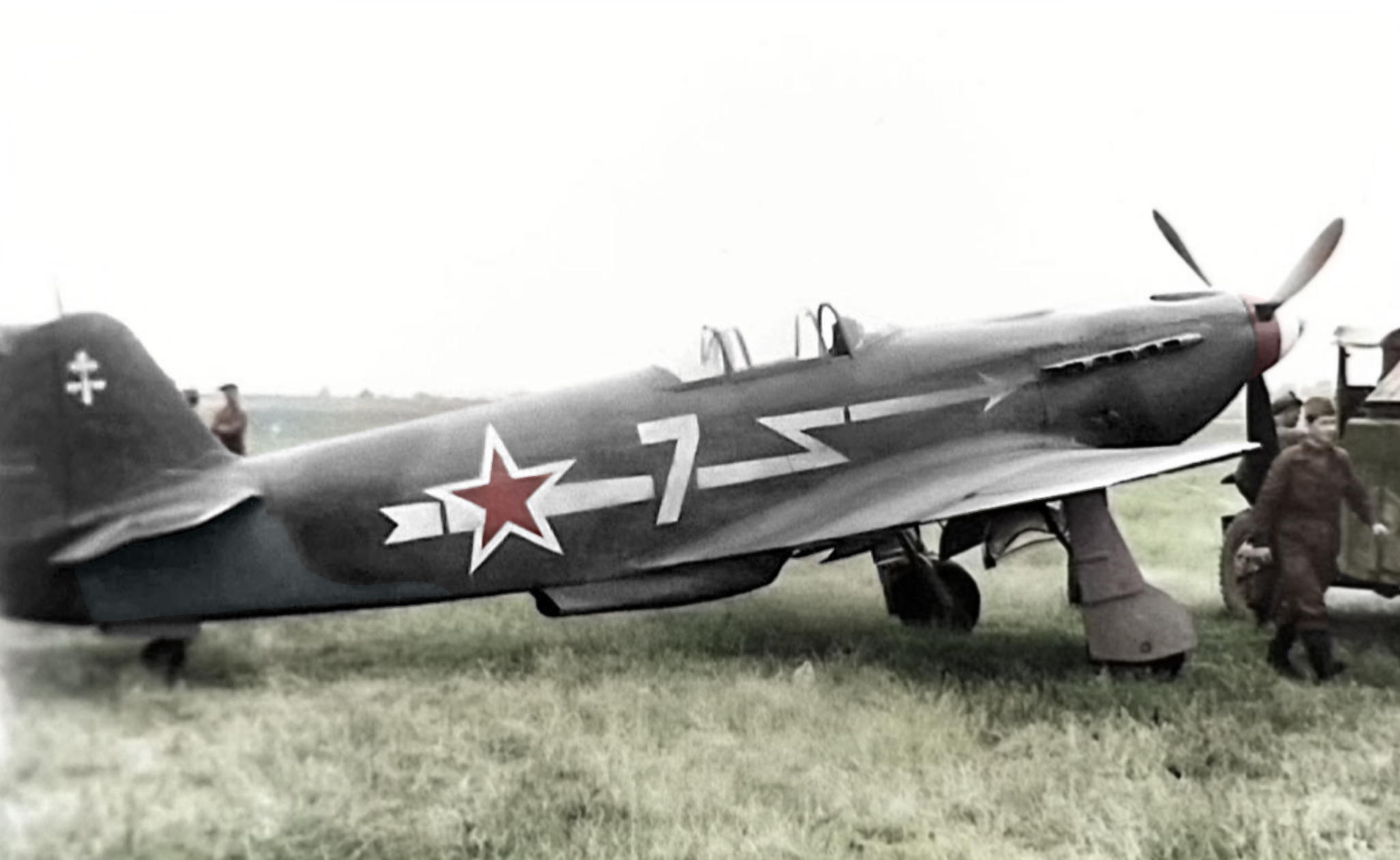
Jak-3 pluku Normandie-Němen, zima 1944

Jako lehčí a menší letoun než Jak-9, ale poháněný stejným motorem, byl Jak-3 shovívavý, snadno ovladatelný letoun, který byl oblíbený jak mezi začínajícími, tak zkušenými piloti. Byl robustní, snadno se udržoval a byl velmi úspěšným letounem v manévrovém souboji. Používal se většinou jako taktický stíhač, létal nízko nad bojištěm a účastnil se bojů pod 4 000 m (13 000 stop).
Nové letouny se začaly dostávat k frontovým jednotkám během léta 1944. Služební zkoušky Jak-3 provedl u 2. letecké armády pod velením podplukovníka Kovaljova v červnu až červenci 1944. Pluk měl za úkol získat vzdušnou převahu. Během 431 bojových letů bylo sestřeleno 20 stíhaček Luftwaffe a tři Junkersy Ju 87, zatímco sovětské ztráty činily dva sestřelené Jaky-3. Velký boj se rozvinul 16. června 1944, kdy se střetlo 18 Jaků-3 s 24 německými letouny. Sovětské stíhačky Jak-3 sestřelily 15 německých letadel za ztrátu jednoho zničeného a jednoho poškozeného Jaka. Následující den činnost Luftwaffe nad touto částí fronty prakticky ustala. 17. července 1944 zaútočilo osm Jaků na formaci 60 německých letadel, včetně doprovodných stíhaček. V následném souboji ztratila Luftwaffe tři Ju 87 a čtyři Bf 109G bez ztráty. Luftwaffe vydala rozkaz „vyhnout se boji pod pěti tisíci metry se stíhačkami Jakovlev, které nemají přívod chladiče oleje pod nosem!“ Stíhačky Luftwaffe se v boji s Jak-3 pokusily použít překvapivou taktiku a útočily shora.
Nevyřešené válečné problémy s Jak-3 zahrnovaly delaminaci překližkových povrchů, když se letadlo vymanilo z rychlého střemhlavého letu, krátký dolet a špatnou spolehlivost motoru. Pneumatický systém pro ovládání podvozku, vztlakových klapek a brzd, typický pro všechny tehdejší stíhačky Jakovlev, byl problematický. Přestože je méně spolehlivý než hydraulické nebo elektrické alternativy, byl pneumatický systém preferován kvůli úspoře hmotnosti.
V roce 1944 se skupina Normandie-Němen znovuvyzbrojila Jaky-3 a zaznamenala posledních 99 ze svých 273 vzdušných vítězství proti Luftwaffe.
Celkové ztráty Jaků-3 v boji byly 210, 60 v roce 1944 a 150 v roce 1945.

## Uživatelé

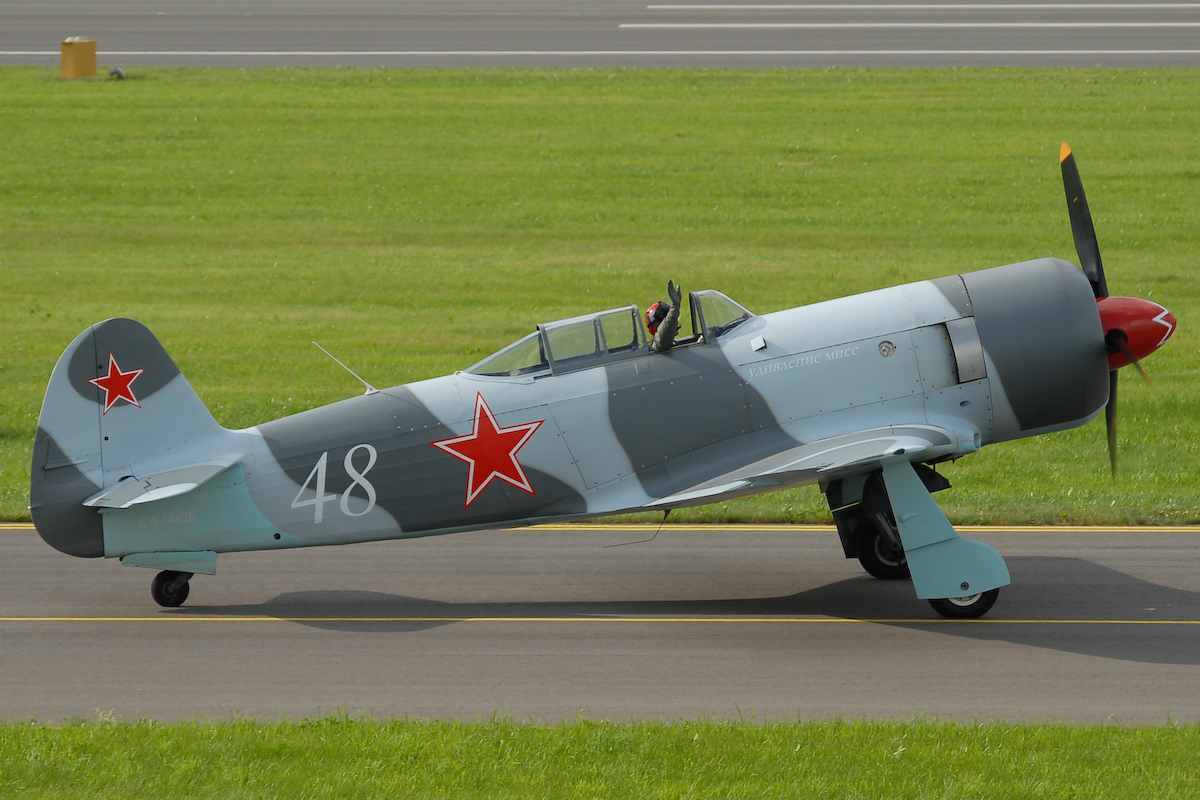
Replika stroje Jakovlev Jak-3UA s motorem Pratt & Whitney R-1830

- Francie
  -  Forces aériennes françaises libres
  -  Armée de l'Air
    - Stíhací pluk Normandie-Němen
- Polská lidová republika
  -  Polské letectvo
- Jugoslávie
  -  Jugoslávské letectvo
- Sovětský svaz
  -  Sovětské letectvo
  -  Vojska protivzdušné obrany SSSR

## Moderní vyráběné Jaky

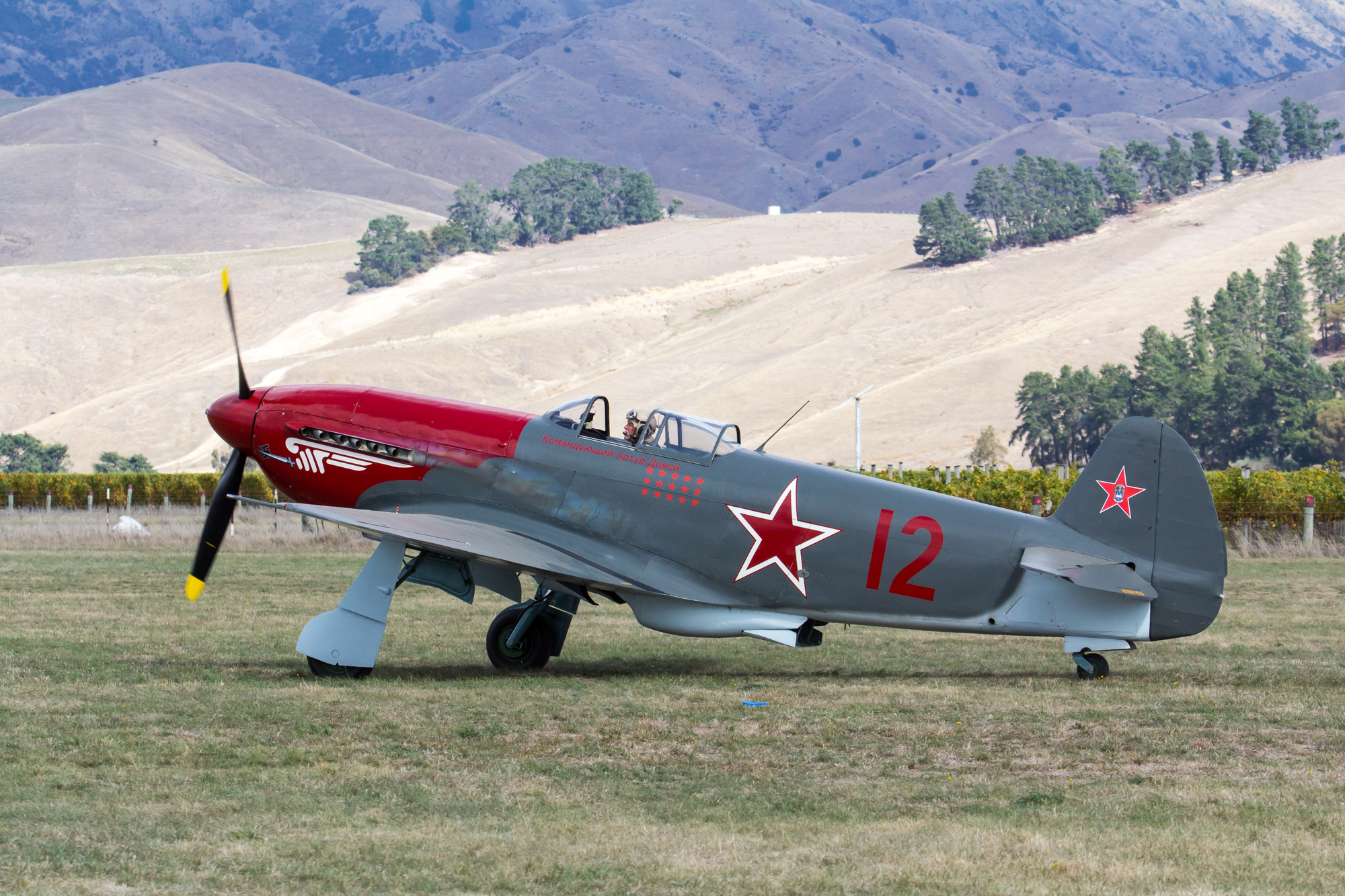
Jak-3M ZK-YYY na přehlídce Classic Fighters 2015 v Blenheimu, Nový Zéland.

Od roku 1991 do roku 2002 bylo v bývalém Sovětském svazu vyrobeno 21 letounů Jakovlev Jak-3, Jak-7 a Jak-9 podle původních plánů a přípravků. Tyto letouny jsou poháněny americkým motorem Allison V-1710 nebo Pratt & Whitney R-1830 Twin Wasp namísto Klimovů V-12 používaných během války. Několik z těchto letadel je způsobilých k letu, většinou sídlí ve Spojených státech a další v Německu, Austrálii a na Novém Zélandu. Jiné byly převedeny do stavu „Jak-3U“ z původních cvičných Jaků-11 pro soukromé vlastníky a muzea.
William Whiteside, který létal s upraveným moderním sériovým Yak-3UPW poháněným motorem Pratt & Whitney R-2000, stanovil dne 10. října 2011 oficiální mezinárodní rychlostní rekord pro letadla s pístovým motorem v kategorii do 3 000 kg (6 600 lb) a dosáhl 655 km/h (407 mph) na trati dlouhé 3 km (1,864 mi) v Bonneville Salt Flats v Utahu ve Spojených státech, což výrazně překonalo předchozí rekord 491 km/h (305 mph), který v roce 2002 stanovil Jim Wright. Následující den Whiteside použil stejné letadlo k vytvoření neoficiálního rychlostního rekordu pro letadla v kategorii 670 km/h (416 mph) na stejné 3 km (1,863 míle) trati.

## Specifikace (Jak-3)

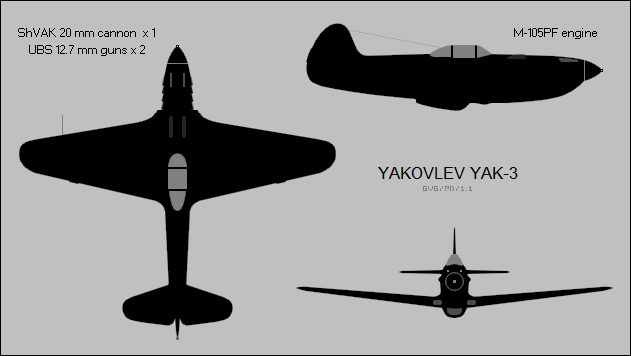
Třípohledová silueta Jaku-3

### Technické údaje
- Posádka: 1
- Rozpětí: 9,20 m
- Délka: 8,50 m
- Výška: 2,42 m
- Nosná plocha: 14,85 m²
- Hmotnost prázdného letounu: 2 123 kg[p 1]
- Vzletová hmotnost: 2 692 kg[p 1]
- Pohonná jednotka: 1 × vidlicový dvanáctiválec Klimov VK-105PF-2 o maximálním vzletovém výkonu 1290 koní (948,8 kW)

### Výkony
- Maximální rychlost (u země): 567 km/h
- Maximální rychlost: 646 km/h
- Dostup: 10 800 m
- Počáteční stoupavost: 19 m/s
- Dolet: 648 km

### Výzbroj
- 1 × 20mm kanón ŠVAK střílející hřídelí vrtule
- 2 × 12,7mm synchronizovaný kulomet UBS